# Freibeuter AG
I Freibeuter AG sono un gruppo hardcore punk tedesco formato ad Erlangen nel 2000.

## Storia
Fondati da Michi, Jörg e Indy, hanno pubblicato i primi due album, Guten Morgen Deutschland e Strafen & Klagen, senza alcuna etichetta discografica, secondo l'etica DIY. Nel 2006 il loro secondo album è pubblicato dalla NixGut, la più grande etichetta punk tedesca, cui segue nel 2007 Bewegt euch, pubblicato sempre dalla NixGut e, successivamente, pubblicato dalla formazione con licenza Creative Commons by-nc-sa.

## Discografia
| Copertina | Anno | Album                    | Etichetta                 |
| --------- | ---- | ------------------------ | ------------------------- |
|           | 2003 | Guten Morgen Deutschland | DIY                       |
|           | 2005 | Strafen & Klagen         | DIY NixGut Records (2006) |
|           | 2007 | Bewegt euch              | NixGut Records            |

## Formazione

### Formazione attuale
- Matze - voce
- Jörg - chitarra
- Michi - chitarra
- Floh - basso
- Benni - batteria

### Ex componenti
- Jojo - voce (fino al 2003)
- Abfall - voce (fino al 2006)
- Alex - basso (fino al 2003)
- Indy - batteria (fino al 2007)